# Alexandru Avramescu
Alexandru Avramescu (n. 3 iunie 1991, România) este un fotbalist român aflat sub contract cu CS Național Sebiș[*].
A jucat în prima ligă românească pentru Pandurii Târgu Jiu în anii 2011–2013.

## Legături externe
- Profilul lui Alexandru Avramescu pe Soccerway
- Alexandru Avramescu la transfermarkt